# كونراد تانر
كونراد تانر هو رئيس الدير سويسري، ولد في 28 ديسمبر 1752، وتوفي في 7 أبريل 1825.